# Paraschistura delvarii
Paraschistura delvarii is een straalvinnige vissensoort uit de familie van de bermpjes (Nemacheilidae). De wetenschappelijke naam van de soort werd voor het eerst geldig gepubliceerd in 2015  door Mousavi-Sabet en Eagderi.